# Pacaipampa
Pacaipampa es un pueblo peruano, capital del distrito homónimo perteneciente a la provincia de Ayabaca del departamento de Piura, al norte del Perú. 

## Ubicación
Pacaipampa se ubica al sur de la provincia de Ayabaca, en el distrito de Pacaipampa, en el departamento de Piura.

## Demografía
En 2017 Pacaipampa tenía una población de 1389 habitantes.
| Gráfica de evolución demográfica de Pacaipampa entre 1993 y 2017 |
|                                                                  |
| Fuentes: Población 1993 y 2017                                   |